# Blauleng
Der Blauleng (Molva dypterygia) ist eine kleine Art der Gattung Molva neben dem Leng (Molva molva). Er ist wie dieser ein Knochenfisch aus der Ordnung der Dorschartigen (Gadiformes).

## Merkmale
Der Leng hat einen langgezogenen Körper und kann bis zu 1,55 m lang und 30 kg schwer werden. An seinem langen Kopf steht der Unterkiefer vor, an dem eine unpaare Bartel hängt. Der Blauleng hat relativ große Augen. Er besitzt eine zweiteilige Rückenflosse, deren vorderer Teil nur kurz ist. Der hintere lange Teil geht bis kurz vor die Schwanzflosse. Die Afterflosse geht ebenfalls vom After bis kurz vor die Schwanzflosse. Die Schwanzflosse ist am äußeren Rand gebogen. Die Bauchflossen sind kehlständig und setzen vor den Brustflossen an.
Der Blauleng ist am Rücken dunkelgrau und auf der Bauchseite hellgrau. Über ihm liegt ein blaugrauer Bronzeschimmer (Name).

## Verbreitung
Der Blauleng lebt in den küstennahen Zonen des Atlantischen Ozeans von Skandinavien, Island und der Westküste der Britischen Inseln bis zur westlichen Nordsee und auch im westlichen Mittelmeer und dem Skagerrak. Er kommt auch an der Südküste Grönlands und südöstlich von Neufundland an Kanadas Ostküste vor.

## Lebensweise
Der Blauleng ist ein Grundfisch, der in 130 bis 1500 Metern Tiefe lebt. Er jagt dort Rotbarsche, Lumbe, den Nordatlantischen Dorschling, Laternenfische und auch Krebstiere, Schlangensterne und andere Bodentiere.
Sein Laichgeschäft tätigt er zwischen Februar und April in höchstens 5–8 °C warmem Wasser am Schelfsockel südwestlich und südlich von Island, südlich und westlich der Färöer, nordwestlich der Britischen Inseln und an der norwegischen Küste und gelegentlich auch an der Ostküste Grönlands. Der Blauleng wird mit etwa 6–7 Jahren und einer Länge von 80–85 cm geschlechtsreif und kann ein Lebensalter von über 20 Jahren erreichen.

## Systematik
Der Blauleng ist neben dem Leng (Molva molva) und dem Mittelmeer-Leng (Molva macrophthalma) eine von drei Arten der Gattung Molva. Diese bildet gemeinsam mit der Quappe (Lota lota) als einziger Art der Gattung Lota sowie dem Lumb (Brosme brosme) die Familie der Quappen (Lotidae).